# Ormurin Langi

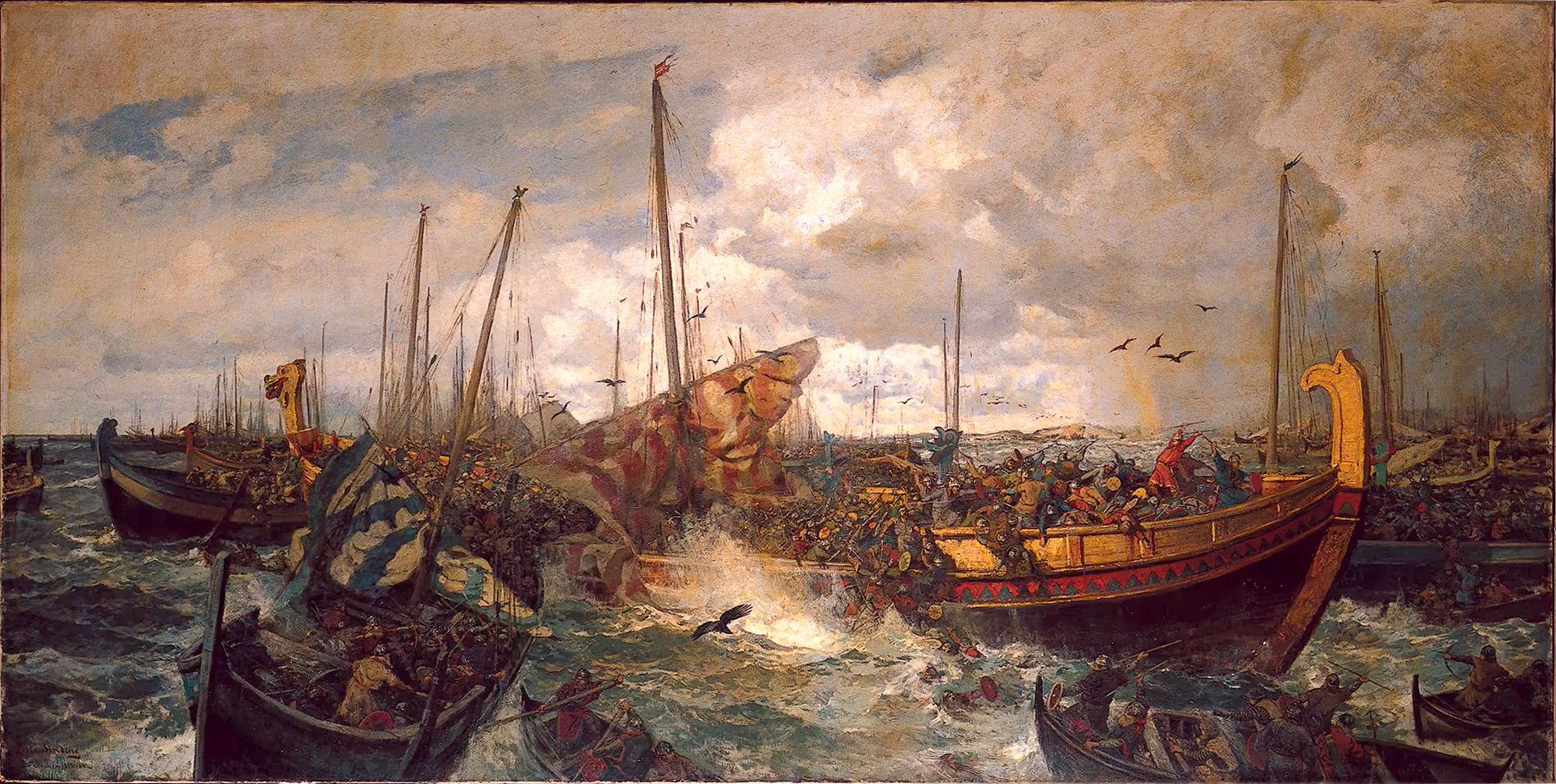
Отто Синдинг «Битва у Свольдера»

«Ormurin langi» (фар. Ormurin Langi) (буквально: длинный червь, длинная змея, морской змей, ёрмунганд) — популярная фарерская песня-баллада. Самая старая версия датируется 1819 годом.
Автор Йенс Дьюргуус (1773—1853), первый поэт, писавший на фарерском наречии норвежского языка. Баллада состоит из 86 строф, рассказывает о боевом плавании на одноименном драккаре (Langskip) норвежского конунга (короля) Олава Трюггвасона.
Описывает известную морскую битву у острова Свольдер, состоявшуюся 9 сентября 1000 года, когда объединённая датско-шведско-хладирская коалиция во главе с норвежским эрлом Эйриком атаковали норвежского короля Олава Трюггвасона в момент, когда он возвращался домой из Вендланда на одноименном корабле в сопровождении своего флота. Во время атаки Олаву удалось отбить атаки двух королей, но он потерпел поражение от своего земляка. В момент, когда он осознал, что битва проиграна, король и оставшиеся в живых моряки прыгнули за борт и пошли на дно.
Существует вторая версия концовки данной битвы, которая утверждает, что Олав смог доплыть до суши и больше в Норвегию не возвращался.
В 2006 году почта Фарерских островов выпустила серию марок посвящённых балладе «Ormurin langi».
Песня звучит в фильме «Тень ворона» (1988) режиссёра Х. Гюднлёйгссона. В исполнении фарерского певца метал-группы «Týr» Пёль Арни Хольма «Ormurin langi» принесла ему славу и стала хитом в Исландии.

## Галерея

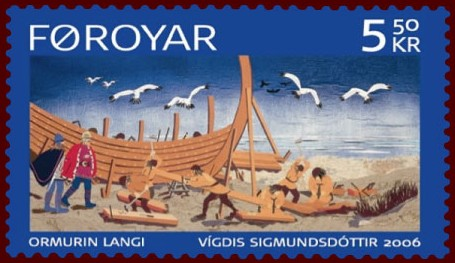
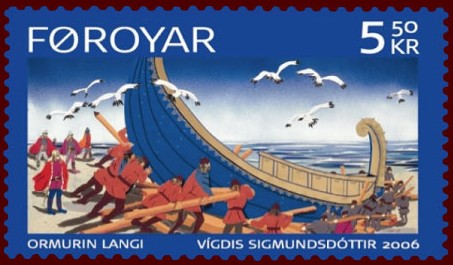
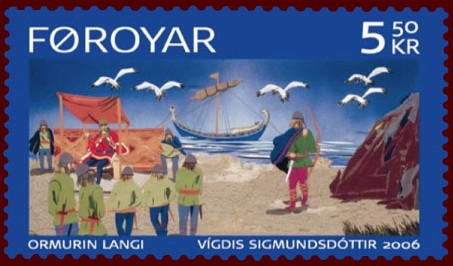
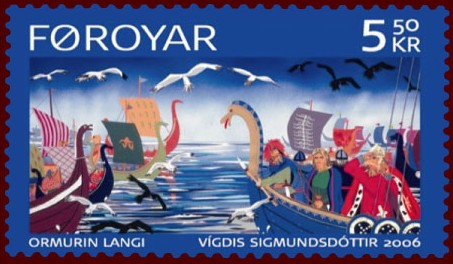
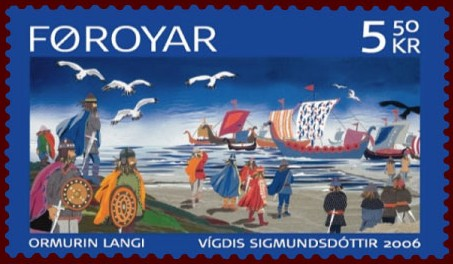
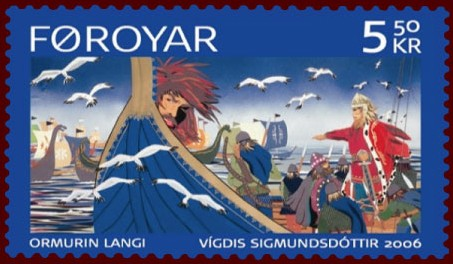
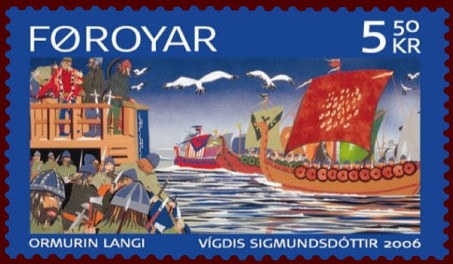
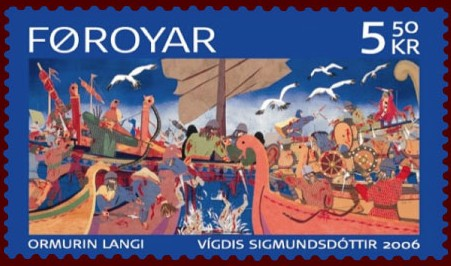
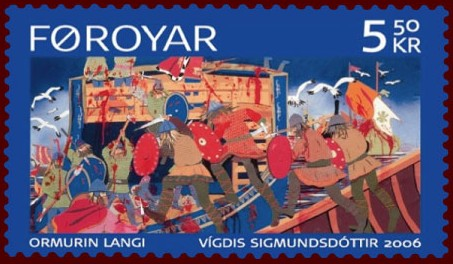